# Ogród botaniczny Uniwersytetu Helsińskiego
Ogród botaniczny Uniwersytetu Helsińskiego w Kaisaniemi (fiń. Kaisaniemen kasvitieteellinen puutarha) – jeden z dwóch ogrodów botanicznych w Helsinkach. Podobnie jak młodszy obiekt (ogród botaniczny w Kumpula) podlega Fińskiemu Muzeum Historii Naturalnej będącemu placówką Uniwersytetu Helsińskiego.

## Historia

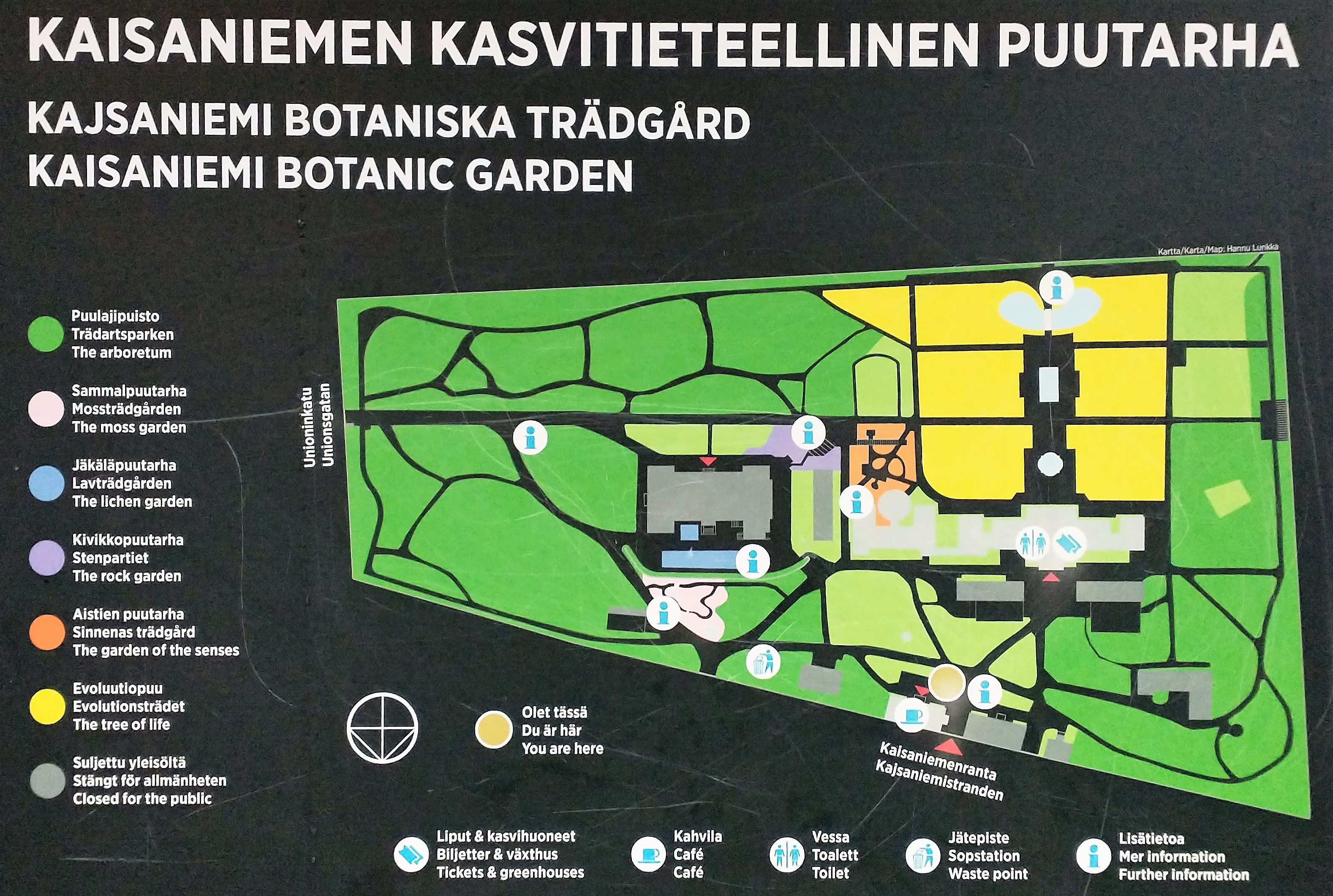
Plan ogrodu

Ogród botaniczny powstał w 1829, przy czym początkowo w latach 30. XIX wieku założono tu ogród francuski. W 1884 powstał tu pierwszy w Finlandii ogród skalny. Ustalona w trakcie XIX wieku sieć dróg i ścieżek nie uległa od tego czasu zmianie.

## Kolekcja
Ogród zajmuje około 4 ha. Poza kolekcją roślin na otwartym powietrzu na jego terenie znajdują się stawy, kompleks szklarni i kamienny budynek stylizowany na zamek, w którym gromadzony jest zielnik. W uprawie znajduje się około 1,3 tys. roślin, pochodzących z obszarów o podobnych warunkach klimatycznych w jakich znajduje się Finlandia. Tylko w szklarniach możliwa jest uprawa roślin o większych wymaganiach termicznych i tu też zgromadzono kolekcje reprezentujące roślinność śródziemnomorską, typową dla pustyni, sawann i lasów deszczowych Afryki, a także pewną liczbę gatunków australijskich. Do szczególnych atrakcji cieplarni należy okazała wiktoria parańska Victoria cruziana, która przetrwała zniszczenie szklarni podczas II wojny światowej.